# Бенигн Миланский
Бенигн (умер в 472 году) — святой епископ Миланский. День памяти — 20 сентября.
О святом Бенигне (Венигне, лат: Benignus) почти ничего не известно. Полагают, что он был родом из благородной миланской семьи и получил образование в Риме. Будучи избранным епископом в 465 году, он принял участие в соборе, который специалисты отождествляют с Римским синодом, происходившим 19 ноября 465 года в базилике Санта Мария Маджоре под председательством папы Римского Илария.
В 466 году святой Бенигн, вероятно, участвовал в настоловании избранного епископом Епифания из Павии. Он также принимал участие в попытке наладить диспут между императором Антемием и предводителем варваров Рицимером.
Святой Бенигн скончался в 472 году, но источники не предлагают единого мнения относительно точной даты, ставя её на 22 ноября, 27 ноября или даже на июнь того же года. Святой Бенигн похоронен в базилике святого Симплициана. Соглдасно поздней традиции, опирающейся лишь на значок, датированный 1582 годом, имя святого Бенигна связывают с миланской семьёй Босси.